# Mataika Tuicakau
Mataika Tuicakau est un athlète fidjien, spécialiste du lancer du poids et du lancer du disque.

## Biographie
Il remporte la médaille d'or du lancer du poids et la médaille d'argent du lancer du disque lors des Jeux de l'Empire britannique de 1950 à Auckland, devenant le premier athlète fidjien médaillé dans cette compétition.

## Palmarès
| Date | Compétition                  | Lieu     | Résultat | Épreuve          | Marque  |
| ---- | ---------------------------- | -------- | -------- | ---------------- | ------- |
| 1950 | Jeux de l'Empire britannique | Auckland | 1er      | Lancer du poids  | 14,63 m |
| 1950 | Jeux de l'Empire britannique | Auckland | 2e       | Lancer du disque | 44,00 m |